# Akademie Point Blanc
Akademie Point Blanc je druhý díl ze série dobrodružství Alexe Ridera, čtrnáctiletého agenta MI-6 z pera britského spisovatele Anthony Horowitze. Žánr může být charakterizován jako dobrodružný špionážní román (thriller) pro náctileté čtenáře.

## Resumé
Alex Rider je nasazen do speciální školy na vrcholu alpského štítu Point Blanc, kde se speciální personál v čele s hrozivým jihoafrickým vědcem Griefem a jeho svalnatou pomocnicí snaží převychovat rozmazlené potomky zámožných milionářů. Poté, co jejich otcové začnou záhadně umírat, zjistí Alex šílený plán doktora Griefa, kdy pomocí klonování získává pro sebe vhodné kopie potenciálních dědiců. Hlavnímu hrdinovi se ale podaří plán zhatit a spravedlnost nakonec jako vždy vyhraje. Na konci příběhu přichází akční část, kdy Alex sjíždí do Grenoblu ne na snowboardu, ale na žehlicím prkně.